# William Cooper
William Cooper, pseudonimo di Harry Summerfield Hoff (Crewe, 4 agosto 1910 – Londra, 5 settembre 2002), è stato uno scrittore britannico.
Nel 1950 pubblicò Scene di vita provinciale, che ebbe una grande influenza sugli Angry Young Men, quali John Wain e John Braine.
Negli anni seguenti pubblicò molti romanzi, dei quali l'ultimo fu Scene di vita e morte (1999).